# قذف متأخر
القذف المتأخر هو صعوبة حدوث القذف حتى في وجود انتصاب قوي ووجود إثارة جنسية كافية. تقدر نسبة الرجال المصابون بتأخر القذف بـ 1-4 % من الرجال. من الطبيعى أن يعاني بعض الرجال من تأخر في القذف على فترات متفاوته ولا تعتبر هذه مشكلة الا إذا تسببت في حدوث توتر لدى أحد أو كلا الزوجين. عموما الرجل يمكن أن يصل إلى النشوة الجنسية في غضون بضع دقائق من الإيْلاج النشط أثناء الجماع الجنسي، بينما الرجل الذي يعاني من  تأخر القذف إما أن لا يكون هناك هزات الجماع على الإطلاق أو لا يشعر بالنشوة الجنسية الا بعد فترات طويلة من الجماع والتي قد تستمر لمدة 30-45 دقيقة أو أكثر. في معظم الحالات، تأخر القذف يعرض الإنسان الذي يعاني منه إلى ان يصل إلى ذروة الجماع والقذف  فقط خلال الاستمناء، ولكن ليس أثناء الجماع. القذف المتأخر هو الأقل شيوعا بين الاختلالات الوظيفية الجنسية، ويمكن أن يكون نتيجةً لأثر جانبي لبعض الأدوية. في إحدى الدراسات الاستقصائية، ذكر 8% من الرجال أنهم غير قادرين على تحقيق النشوة الجنسية لفترة أكثر من شهرين أو أكثر في السنة السابقة.

## العلامات والأعراض
قد يكون تأخر القذف خفيفًا (عند الرجال الذين يختبرون النشوة الجنسية في أثناء الجماع ضمن ظروف معينة فقط)، أو معتدلًا (لا يمكن القذف في أثناء الجماع، بل يتحقق عبر لعق القضيب أو الجنس اليدوي)، أو شديدًا (يقذف الرجل فقط عندما يكون بمفرده)، أو أكثر حدة (لا يستطيع القذف على الإطلاق). قد تؤدي جميع الأشكال إلى الشعور بالإحباط الجنسي.

## الأسباب
تشمل الحالات الطبية التي قد تسبب تأخر القذف قصور الغدد التناسلية واضطرابات الغدة الدرقية واضطرابات الغدة النخامية مثل داء كوشينغ ونتائج جراحة البروستات وتعاطي المخدرات والكحول. قد تنتج صعوبة الوصول إلى النشوة الجنسية أيضًا عن جراحة الحوض التي تنطوي على رض أعصاب الحوض المسؤولة عن النشوة الجنسية. أبلغ بعض الرجال عن نقص الإحساس في أعصاب حشفة القضيب، أمر يُحتمل ارتباطه بعوامل خارجية، بما فيها قصة الختان سابقًا.
يُعد تأخر القذف أحد الآثار الجانبية المحتملة لبعض الأدوية، بما فيها مثبطات استرداد السيروتونين الانتقائية (إس إس آر آي) والمواد الأفيونية مثل المورفين أو الميثادون أو الأوكسيكودون والعديد من البنزوديازيبينات مثل الفاليوم وبعض مضادات الذهان ومضادات ارتفاع ضغط الدم. تملك المنشطات مثل الأمفيتامينات والكوكايين تأثيرًا مثبطًا على القذف مع أنها قد تزيد من الرغبة الجنسية، علمًا أنها قد تسبب ضعف الانتصاب وإضعاف حساسية القضيب نتيجة تأثيرها المقبض للأوعية.
نوقشت العوامل النفسية وتلك المتعلقة بنمط الحياة في إطار العوامل المشاركة في إحداث القذف المتأخر، بما فيها عدم كفاية النوم، والشرود بسبب القلق والعوامل المحيطة، والقلق بشأن إرضاء الشريك ومشكلات العلاقة.
يُذكر من أسباب القذف المتأخر التكيف مع أسلوب معين للاستمناء. كتب لورنس سانك (1998) عن «متلازمة العادة السرية المؤلمة»، عندما تكون الأحاسيس التي يشعر بها الرجل عند ممارسة العادة السرية مختلفةً إلى حد ما عن الأحاسيس التي يختبرها في أثناء الجماع. يمكن لعوامل عدة مثل الضغط والزاوية والقبضة في أثناء ممارسة العادة السرية أن تجعل التجربة مختلفة تمامًا عن ممارسة الجنس مع الشريك ومن ثم تضعف القدرة على القذف أو تُلغى.

## العلاج

### العلاج الجنسي
يتضمن العلاج عادةً مهامًا منزليةً وتمارين تهدف إلى مساعدة الرجل على التعود على الوصول إلى النشوة الجنسية من خلال الجماع المهبلي أو الشرجي أو الفموي، اعتمادًا على الطريقة التي لم يعتاد عليها. يُنصح الزوجان عمومًا بالمرور بثلاث مراحل؛ يستمني الرجل في المرحلة الأولى بحضور شريكه، وهو أمر ليس بالسهل أحيانًا، إذ قد يكون الرجل معتادًا على الوصول إلى النشوة الجنسية لوحده. في المرحلة الثانية وبعد أن يتعلم الرجل القذف بحضور شريكه، تُستبدل يد شريكه بيده، أما المرحلة النهائية، يقوم الشريك المتلقي بإدخال قضيب الشريك المُدخِل في مهبل المتلقي أو فتحة شرجه أو فمه عند الشعور بأن القذف وشيك. وهكذا، يتعلم الرجل تدريجيًا القذف داخل الفتحة المرغوبة في سياق عملية تدريجية.

### علاجات أخرى
أظهر التأمل فعاليته في حالة محددة مدروسة.
لا يوجد حتى الآن دواء موثوق لتأخر القذف. إن تأثير مثبطات بّي إي دي 5 مثل الفياغرا ضئيل، بل تؤخر القذف، ربما عبر تأثير إضافي في الدماغ أو انخفاض الحساسية في رأس القضيب.